# Глюконова киселина
Глюконовата киселина  е захарна киселина от групата на алдоновите киселини. Тя е един от шестнадесетте стереоизомера на 2,3,4,5,6-пентахидроксихексановата киселина.
Във воден разтвор глюконовата киселина дисоциира до глюконатен йон. Солите и се наричат „глюконати“. Глюконовата киселина, нейните соли и естери са широко застъпени в природата, защото са продукти получени вследствие на окислението на глюкозата. Някои лекарствени медикаменти се въвеждат в организма под формата на глюконати.

## Структура
Като производно на гликозата глюконовата киселина има шест въглеродна верига с пет хидроксилни групи и термана карбоксилна група. Във воден разтвор глюконовата киселина е в равновесие със своята циклична естерна форма – глюконо-δ-лактон.

## Разпространение и употреба
Глюконовата киселина се среща често в природата особено в плодове, мед, чай и вино. В хранителната промишленост се използва като киселинен регулатор (E574). Употребява се също и като почистващ агент, където разтваря минерални натрупвания особено в алкален разтвор. Глюконатният анион е халатиращ агент като може да образува комплекси с Ca2+, Fe2+, Al3+ и други метали. През 1929 г. Horace Terhune Herrick разработва метод за получването и чрез ферментация.
Калциевият глюконат, под формата на гел, се използва за третиране на изгаряния от флуороводородна киселина; инжектирането на калциев глюконат може да предотврати некрозата на тъканите в дълбочина. Хининовият глюконат е сол на глюконовата киселина и хинина, която се използва под формата на мускулни инжекции при лечението на малария. Цинков глюконат на инжекции се прилага при кастрирани мъжки кучета.  В близкото минало са се използвали инжекции от железен глюконат като средство за лечение на анемия.